# Blang Leumak
Blang Leumak is een bestuurslaag in het regentschap Nagan Raya van de provincie Atjeh, Indonesië. Blang Leumak telt 174 inwoners (volkstelling 2010).